# Rocas Aylman
Die Rocas Aylman (spanisch) sind eine Gruppe von Klippenfelsen vor der Fallières-Küste des Grahamlands auf der Antarktischen Halbinsel. In der Marguerite Bay liegen sie nordöstlich der Millerand-Insel. 
Argentinische Wissenschaftler benannten sie nach Marineleutnant Miguel Aylman, Besatzungsmitglied auf der Korvette Uruguay bei einer Versorgungsfahrt zur Orcadas-Station im Jahr 1910.